# Royal Albert Bridge (projet)
Pour l’article homonyme, voir Royal Albert Bridge.
Le Royal Albert Bridge est un projet de pont ferroviaire et routier majeur enjambant le fleuve Saint-Laurent entre Montréal et la rive sud (à Longueuil), conçu par Charles Legge et lancé en 1876. Cette infrastructure n'a jamais vu le jour comme telle, mais l'idée a été reprise cinquante ans plus tard, sur le même site : le pont Jacques-Cartier.

## Histoire
Après un premier projet d'un groupe d'hommes d'affaires dès 1840, la Compagnie Montréal, Québec, Ottawa & Occidental cherche, dans les années 1870, à créer un second lien permanent entre les deux rives du Saint-Laurent. En effet, elle construit à cette époque un réseau ferroviaire qui s'étend de Québec à la vallée de l'Outaouais et vers l'ouest jusqu'à Sault-Sainte-Marie. L'entreprise désire lier son réseau facilement et de façon économique au marché américain, sans transiter par le pont Victoria, propriété d'un concurrent, le Grand Tronc. Selon elle, le pont Victoria sera bientôt à capacité et il a l'inconvénient de ne pas desservir l'Est de Montréal. Jusque-là, un bac joint Longueuil et l'est de Montréal pendant l'été. L'hiver, l'expérience d'un pont de glace pour les trains s'est avérée hasardeuse.
L'un des commissaires de la Commission du havre de Montréal, qui est aussi entrepreneur, John Young est un ardent promoteur du projet, avec Hugh Allan et Louis Beaubien. L'ingénieur Charles Legge (en), qui a déjà travaillé à la construction du pont Victoria, est choisi pour la conception en 1876. Un comité est formé en février 1876 pour soumettre au gouvernement fédéral un projet de charte en permettant la construction. Le projet de loi de constitution en corporation est présenté aux Communes le 2 mars. Cependant, l'opposition au projet est vive : durant la séance du Comité fédéral sur les chemins de fer, canaux et télégraphes, le président de la Commission du havre, Thomas Cramp, ainsi que le Bureau du commerce de Montréal et l'Association de la halle du blé (Corn Exchange) s'opposent vivement au projet, car ils s'inquiètent : le pont sera une obstruction importante à la navigation sur le fleuve et dans le port. En effet, le chenal très étroit et le courant Sainte-Marie, très fort à cet endroit, rendraient difficile le trafic des gros vapeurs, des autres vaisseaux de haute mer et des trains de flottage (rafts of timber). La construction d'un pont contrecarrerait aussi les projets d'amélioration et d'agrandissement du port. En 1878, en pleine période de ralentissement économique, les travaux ne sont toujours pas amorcés, car «les temps sont durs». Le projet est abandonné, faute de support gouvernemental et d'argent.
Un tunnel est proposé en 1880. Dix années plus tard, la Montreal Bridge Company est incorporée pour reprendre le projet de pont. Le projet est relancé en 1897, alors que les dirigeants de la Montreal Bridge Company se réunissent, forts de l'appui du gouvernement provincial, assurant que le pont n'entravera pas la circulation et que les riverains ne seront pas incommodés par la fumée et les cendres : tout le trafic sur le pont sera mu à l'électricité. Le pont Royal-Albert ne sera jamais construit. Le pont Jacques-Cartier est construit sensiblement au même endroit en 1930,.

## Caractéristiques

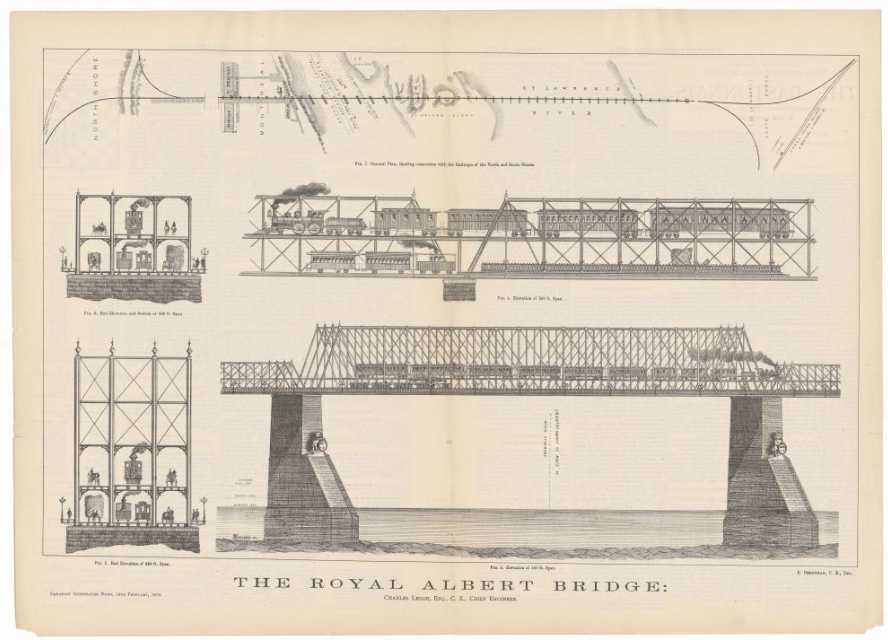
Vue détaillée par E. Berryman

Le projet du Royal-Albert s'apparente à un pont en treillis. La superstructure métallique s'appuierait sur des piliers en maçonnerie de style égyptien pour les sections terrestres et des piliers brise-glace avec fondation à caisson pour sa partie aquatique. Sa longueur s'établirait à 15 500 pieds (4 724,4 m). Il commencerait à la hauteur de la rue Sherbrooke, passerait au-dessus de la voie navigable (la travée centrale surplombant le fleuve à 130 pieds (39,6 m) l'été et à 120 pieds (36,6 m) l'hiver) près de la brasserie Molson. À partir de l'île Sainte-Hélène, il ferait un oblique pour demeurer perpendiculaire au courant et s'inclinerait pour rejoindre la rive sud en passant au-dessus de la partie non navigable du fleuve. Le sommet du pont s'élèverait à 210 pieds (64 m) au-dessus de l'eau.
Il comprendrait deux étages de voies. La voie supérieure serait réservée au chemin de fer (voie qui pourrait être doublée ultérieurement par l'ajout en amont d'une deuxième supportée par les piliers brise-glace). Les voies inférieures : deux pour les voitures, deux pour les tramways (dummy-engines ou city-cars) et deux, en porte-à-faux, pour les piétons.
Le coût en est estimé à 5 000 000$.

## Toponymie
Le nom de Royal Albert Bridge se veut un hommage au prince Albert de Saxe-Cobourg-Gotha, défunt mari de la reine Victoria.